# Alberich-Gletscher
Der Alberich-Gletscher ist ein kleiner Gletscher im ostantarktischen Viktorialand. Er fließt vom Junction Knob in westlicher Richtung zur Ostflanke des Sykes-Gletschers in der Asgard Range.
Das New Zealand Antarctic Place-Names Committee benannte ihn nach dem Zwergenkönig Alberich aus der germanischen Mythologie, im Nibelungenlied Hüter des Schatzes der Nibelungen.